# Agardhiella tunde
Agardhiella tunde is een slakkensoort uit de familie van de Argnidae. De wetenschappelijke naam van de soort is voor het eerst geldig gepubliceerd in 2010 door Deli.